# Слайго (графство)
Сла́йго (ирл. Sligeach, англ. Sligo) — графство на северо-западе Ирландии. Входит в состав провинции Коннахт на территории Республики Ирландии. Административный центр и крупнейший город — Слайго. Население 65 393 человек (21-е место среди графств Республики Ирландия; данные 2011 года). Площадь территории 1838 км² (18-е место). На территории графства расположено озеро Лох-Гилл.